# Les Valls d’Aguilar
Les Valls d’Aguilar település Spanyolországban, Lleida tartományban. Les Valls d’Aguilar Baix Pallars, Cabó, Soriguera, Montferrer i Castellbò, Ribera d’Urgellet és Fígols i Alinyà községekkel határos. Lakosainak száma 262 fő (2024).

## Népesség
A település népessége az utóbbi években az alábbiak szerint változott:
| Lakosok száma | 648  | 1238 | 1300 | 865  | 234  | 321  | 307  | 298  | 260  | 262  |
|               | 1717 | 1887 | 1936 | 1960 | 1986 | 2004 | 2009 | 2014 | 2019 | 2024 |